# Bunkka
Bunkka − debiutancki album studyjny angielskiego DJ-a i producenta muzycznego Paula Oakenfolda. Wydawnictwo ukazało się 18 czerwca 2002 roku nakładem wytwórni płytowej Maverick Records.
Do nagrania albumu Paul Oakenfold zaprosił najpopularniejszych wykonawców w Stanach Zjednoczonych, m.in. raper Ice Cube w przeszłości związany z grupą N.W.A, wokalista zespołu Crazy Town Shifty Shellshock, Nelly Furtado czy Perry Farrell – frontman Jane’s Addiction. Kompozycje pochodzące z tejże płyty są połączeniem brzmień muzyki tanecznej z instrumentami muzycznymi.

## Lista utworów
Źródło
1. „Ready Steady Go” (gościnnie: Asher D) – 4:13
2. „Southern Sun” (gościnnie: Carla Werner) – 6:57
3. „Time of Your Life” (gościnnie: Perry Farrell) – 4:17
4. „Hypnotised” (gościnnie: Tiff Lacey) – 6:34
5. „Zoo York” – 5:25
6. „Nixon's Spirit” (gościnnie: Hunter S. Thompson) – 2:48
7. „Hold Your Hand” (gościnnie: Emilíana Torrini) – 3:39
8. „Starry Eyed Surprise” (gościnnie: Shifty Shellshock) – 3:48
9. „Get Em Up” (gościnnie: Ice Cube) – 3:50
10. „Motion” (gościnnie: Grant-Lee Phillips) – 6:24
11. „The Harder They Come” (gościnnie: Nelly Furtado & Tricky) – 3:50
12. „Mortal” (UK Bonus Track) – 6:42